# Kościół św. Jerzego w Sztokholmie
Kościół św. Jerzego w Sztokholmie (szw. Sankt Görans kyrka) – kościół parafialny szwedzkiego kościoła ewangelicko-luterańskiego. W jego pobliżu znajduje się siedziba parafii Västermalms.
Jest położony przy ulicy Welanders Väg 2 w sztokholmskim rejonie Stadshagen w dzielnicy Kungsholmen.
Kościół ma status zabytku sakralnego według rozdz. 4 Kulturminneslagen (pol. Prawo o pamiątkach kultury) ponieważ został wzniesiony do końca 1939 (3 §).

## Historia
Już 1910 wzniesiono na miejscu obecnego kościoła kaplicę według projektu architekta Gustafa Améena. Kaplica otrzymała wezwanie św. Jerzego, od leżącego w pobliżu szpital św. Jerzego (szw. Sankt Görans sjukhus). Kaplica z czasem utraciła swe znaczenie i została zburzona w 1955. Pozostawiono tylko wieżę. Na miejscu wyburzonej kaplicy postanowiono wznieść nowy kościół. Projekt sporządził architekt Adrian Langendal (1904–1970). Kościół wzniesiono w latach 1956-1958. Konsekracja nowej świątyni miała miejsce na Wielkanoc 1958.

## Architektura
Kościół św. Jerzego został wzniesiony jako trzynawowa, prosta w formie klasyczna bazylika. We wnętrzu zwraca uwagę duży ołtarz z trzema pustymi krzyżami w centrum oraz figurą Jezusa w otoczeniu czterech ewangelistów, dzieło Einara Forsetha. Ołtarz został wykonany z marmuru a jego podstawa z wapienia. Całości dopełniają wykonane ze srebra krucyfiks i sześć świeczników, dzieło rzeźbiarza Birgera Haglunda, wykonane z okazji konsekracji świątyni w 1958.
Również z marmuru i wapienia wykonana jest ambona. Jej dekorację stanowią płaskorzeźby Davida Wretlinga. Jest on autorem również innych rzeźb wewnątrz świątyni.
Organy, pochodzące z renomowanego warsztatu A Mårtenssons Orgelfabrik w Lund, składają się z 47 głosów i zostały zainstalowane w 1987; zastąpiły one starszy instrument, z którego pozostała jedynie fasada, zaprojektowana przez Adriana Langendala.
W 2005 kościół otrzymał nowe organy w prezbiterium, zaprojektowane i wykonane przez Matsa Arvidssona.
Dziełem Adriana Langendala jest również chrzcielnica. Jej obudowa została wykonana ze starego zegara kościelnego ze Skanii natomiast naczynie wewnętrzne wykonano ze srebra.
W wieży, jedynej pozostałości ze starej świątyni, są zawieszone dwa dzwony, pochodzące również ze starej świątyni.
Pod kościołem znajduje się kolumbarium, gdzie w ok. 4000 nisz jest miejsce dla 10000 urn. Kolumbarium powstało równocześnie z kościołem w 1958 a w 1967 zostało rozbudowane.